# Good Boy (canção)
"Good Boy" é uma canção da dupla sul-coreana GD X Taeyang, membros do grupo masculino Big Bang. A canção foi lançada em formato digital em 21 de novembro de 2014, pela YG Entertainment. Composta por G-Dragon e produzida pelo mesmo juntamente com The Fliptones e Freedo, "Good Boy" obteve êxito comercial, atingindo o topo da parada estadunidense Billboard World Digital Songs e a posição de número cinco na parada sul-coreana Gaon Digital Chart. Mais tarde, seu lançamento em formato físico, liderou a Gaon Albums Chart. 

## Antecedentes e composição
Em 17 de novembro de 2014, a YG Entertainment anunciou como parte de seu projeto de hip hop, o lançamento de uma canção contendo G-Dragon como um de seus participantes, no dia seguinte, foi revelado que Taeyang seria o outro colaborador da canção. Posteriormente, em 20 de novembro, um teaser em formato de vídeo foi lançado, anunciando o título como sendo "Good Boy", bem como sua data de lançamento em formato digital para o dia seguinte.
"Good Boy" é uma canção de electro-hop e trap, que contém letras que expressam a história de um homem que sonha com um amor parecido com um conto de fadas, diferentemente de como outras pessoas o julgam.

## Recepção da crítica
A canção recebeu opiniões favoráveis da crítica especializada, considerada pela  Fuse como "uma incrível canção de clube", "Good Boy" foi listada por seu colunista Jeff Benjamin, como uma das dez melhores canções do mês de novembro, que nomeou-a como "[uma] enorme EDM/hip hop, que parece ser a próxima [canção] "Turn Down for What". Adicionalmente, "Good Boy" foi classificada pela Fuse, como uma das melhores canções do ano de 2014, posicionando-a em número quinze. A Billboard realizou uma análise positiva da canção, afirmando que, "[G-Dragon & Taeyang estão] no topo do vocal, do rap e da dança, em uma das faixas de clube mais épicas do ano", além disso, listou o single em número três em sua lista referente as melhores canções de K-pop de 2014, escrevendo que a dupla "dificilmente parece estar em uma colaboração, mas sim como um artista homogêneo".
Justin Block da revista Complex, ao analisar "Good Boy", considerou que a canção irá "instantaneamente tornar todo o seu rosto satisfeito quando o hit te atingir", tornando "completamente impossível não se sentir G-Dragon e Taeyang" na canção.

## Vídeo musical
O vídeo musical de "Good Boy" foi dirigido por Colin Tilley. A produção enfatizou o aspecto gráfico e visual de suas cenas e segundo Tilley, incluiu técnicas manuais "para se obter uma vibração mais livre, de modo que os espectadores estivessem realmente assistindo a uma apresentação" da dupla. Mais tarde, o vídeo musical foi exibido durante a premiação YouTube Music Awards de 2015. Em abril de 2016, atingiu a marca de mais de cem milhões de visualizações na plataforma de vídeos Youtube, tornando o Big Bang, o primeiro grupo masculino coreano a possuir três vídeos musicais com a mesma marca. Adicionalmente, um vídeo de prática de dança também foi lançado, onde G-Dragon e Taeyang executam a coreografia da canção criada por Parris Goebel.

## Faixas e formatos
| "Good Boy" – Download digital |            |         |  |
| N.º                           | Título     | Duração |  |
| 1.                            | "Good Boy" | 4:05    |  |

| Good Boy – CD single |                           |         |  |
| N.º                  | Título                    | Duração |  |
| 1.                   | "Good Boy"                | 4:05    |  |
| 2.                   | "Good Boy" (a capella)    | 4:05    |  |
| 3.                   | "Good Boy" (instrumental) | 4:05    |  |
| 4.                   | "Good Boy" (MR)           | 4:05    |  |

## Desempenho nas paradas musicais
Após o seu lançamento em formato digital em 21 de novembro de 2014, "Good Boy" atingiu a primeira colocação no iTunes Top Songs de sete países. Na Coreia do Sul, liderou as paradas de oito serviços de música online e realizou sua entrada na Gaon, estreando em seu pico de número cinco na Gaon Digital Chart e em número quatro na Gaon Download Chart, com vendas de 169,139 mil downloads digitais. Além disso, posicionou-se em número dezenove na Gaon Streaming Chart obtendo 1,9 milhão de transmissões. Na semana seguinte, "Good Boy" atingiu seu pico de número seis na Gaon Streaming Chart obtendo mais de quatro milhões de transmissões. Seu lançamento em formato físico ocorrido em 12 de dezembro do mesmo ano, liderou a Gaon Albums Chart.
Nos Estados Unidos, "Good Boy" atingiu o topo da Billboard World Digital Songs, tornando a dupla, o terceiro artista sul-coreano a conquistar tal feito. Na Finlândia, a canção realizou uma entrada na Suomen virallinen lista, alcançando a posição de número 21.
| Paradas (2014)                                 | Melhor posição |
| ---------------------------------------------- | -------------- |
| Coreia do Sul (Gaon Weekly Digital Chart)      | 5              |
| Coreia do Sul (Gaon Weekly Download Chart)     | 4              |
| Coreia do Sul (Gaon Weekly Streaming Chart)    | 6              |
| Coreia do Sul (Gaon Weekly Album Chart)        | 1              |
| Coreia do Sul (Gaon Monthly Album Chart)       | 6              |
| Estados Unidos (Billboard World Digital Songs) | 1              |
| Finlândia (Suomen virallinen lista)            | 21             |

| País           | Parada (2014)                 | Vendas  |
| -------------- | ----------------------------- | ------- |
| Coreia do Sul  | Gaon Download Chart           | 549,139 |
| Coreia do Sul  | Gaon Album Chart              | 17,346  |
| Estados Unidos | Billboard World Digital Songs | 5,000   |

| Paradas (2014)                                 | Posição |
| ---------------------------------------------- | ------- |
| Coreia do Sul (Gaon Yearly Digital Chart)      | 97      |
| Coreia do Sul (Gaon Yearly Album Chart)        | 90      |
| Estados Unidos (Billboard World Digital Songs) | 13      |
| Paradas (2015)                                 | Posição |
| Coreia do Sul (Gaon Yearly Digital Chart)      | 92      |

### Vitórias em programas de música
| Data                   | Programa | Emissora |
| ---------------------- | -------- | -------- |
| 30 de novembro de 2014 | Inkigayo | SBS      |
| 4 de janeiro de 2015   | Inkigayo | SBS      |

## Histórico de lançamento
| Região        | Data                   | Formato                   | Gravadora                 |
| ------------- | ---------------------- | ------------------------- | ------------------------- |
| Coreia do Sul | 21 de novembro de 2014 | Download digital (single) | YG Entertainment          |
| Mundo         | 21 de novembro de 2014 | Download digital (single) | YG Entertainment          |
| Coreia do Sul | 12 de dezembro de 2014 | CD single                 | YG Entertainment KT Music |